# Cheilolejeunea oncophylla
Cheilolejeunea oncophylla là một loài Rêu trong họ Lejeuneaceae. Loài này được (Ångström) Grolle & Reiner, Maria Elena mô tả khoa học đầu tiên năm 1997.